# Breaking News in Yuba County
Breaking News in Yuba County is een Amerikaanse misdaadkomedie uit 2021 onder regie van Tate Taylor naar een scenario van Amanda Idoko. De hoofdrollen worden onder meer vertolkt door Allison Janney, Mila Kunis, Awkwafina, Regina Hall, Wanda Sykes en Juliette Lewis.

## Verhaal
Als op een dag plotseling de man van Sue Buttons op mysterieuze wijze van de aardbodem verdwijnt, krijgt de zaak de nodige aandacht binnen de lokale pers. Desondanks hebben de plaatselijke politieagente, een gangster en de halfzus van Sue de nodige twijfels over de vermissing.

## Rolverdeling
| Acteur         | Personage            |
| -------------- | -------------------- |
| Allison Janney | Sue Buttons          |
| Mila Kunis     | Nancy                |
| Regina Hall    | detective Cam Harris |
| Awkwafina      | Mina                 |
| Samira Wiley   | Jonelle              |
| Juliette Lewis | Gloria Michaels      |
| Wanda Sykes    | Rita                 |
| Ellen Barkin   | Debbie               |
| Matthew Modine | Karl Buttons         |

## Productie
In oktober 2018 werd bekend gemaakt dat Allison Janney en Laura Dern een van de hoofdrollen zouden gaan vertolken in een nieuw project van Tate Taylor. De casting van Mila Kunis, Regina Hall, Awkwafina en Samira Wiley werd in mei 2019 afgerond. Tegelijkertijd raakte ook bekend dat Laura Dern het project moest verlaten wegens planningsconflicten.
De opnames gingen op 3 juni 2019 in Natchez van start en eindigden op 19 juli 2019.

## Release en ontvangst
In de Verenigde Staten ging Breaking News in Yuba County op 12 februari 2021 in selecte bioscopen in première. De film kreeg overwegend negatieve recensies van de Amerikaanse filmpers. Op Rotten Tomatoes heeft Breaking News in Yuba County een waarde van 9% en een gemiddelde score van 3,8/10, gebaseerd op 32 recensies. Op Metacritic heeft de film een gemiddelde score van 24/100, gebaseerd op 7 recensies.